# 庄司甚右衛門
庄司 甚右衛門（しょうじ じんえもん、天正3年（1575年）- 寛永21年11月18日（1644年12月17日））は、江戸時代前期の町人である。吉原遊郭の創設者として知られる。幼名は甚内。
相模小田原北条家の家臣として生まれる。その後江戸に出て慶長17年（1612年）に道三河岸の傾城町で遊郭の創設の出願のために遊女屋を営んだと言われるが、諸説がある。
5年後の元和3年（1617年）に吉原町に遊郭が創設する事が許可されると、惣名主となり以後甚右衛門の子孫が代々惣名主を継いだ。